# اگلیانو (کمپلو سول کلیتانو)
اگلیانو (کمپلو سول کلیتانو) (به ایتالیایی: Agliano (Campello sul Clitunno)) یک سکونتگاه مسکونی در ایتالیا است که در کامپلو سول کلیتونو واقع شده‌است.

## خصوصیات
اگلیانو ۸ نفر جمعیت دارد و ۱٬۰۳۰ متر بالاتر از سطح دریا واقع شده‌است.